# فيكتوريا ماير
فيكتوريا ماير (بالألمانية: Victoria Mayer)‏ (1976  م) هي ممثلة أفلام ألمانية، ولدت في مونستر.

## وصلات خارجية
- فيكتوريا ماير على موقع IMDb (الإنجليزية)
- فيكتوريا ماير على موقع ألو سيني (الفرنسية)
- فيكتوريا ماير على موقع قاعدة بيانات الفيلم (الإنجليزية)
- فيكتوريا ماير على موقع كينوبويسك (الروسية)